# Aeroport de Ca Mau

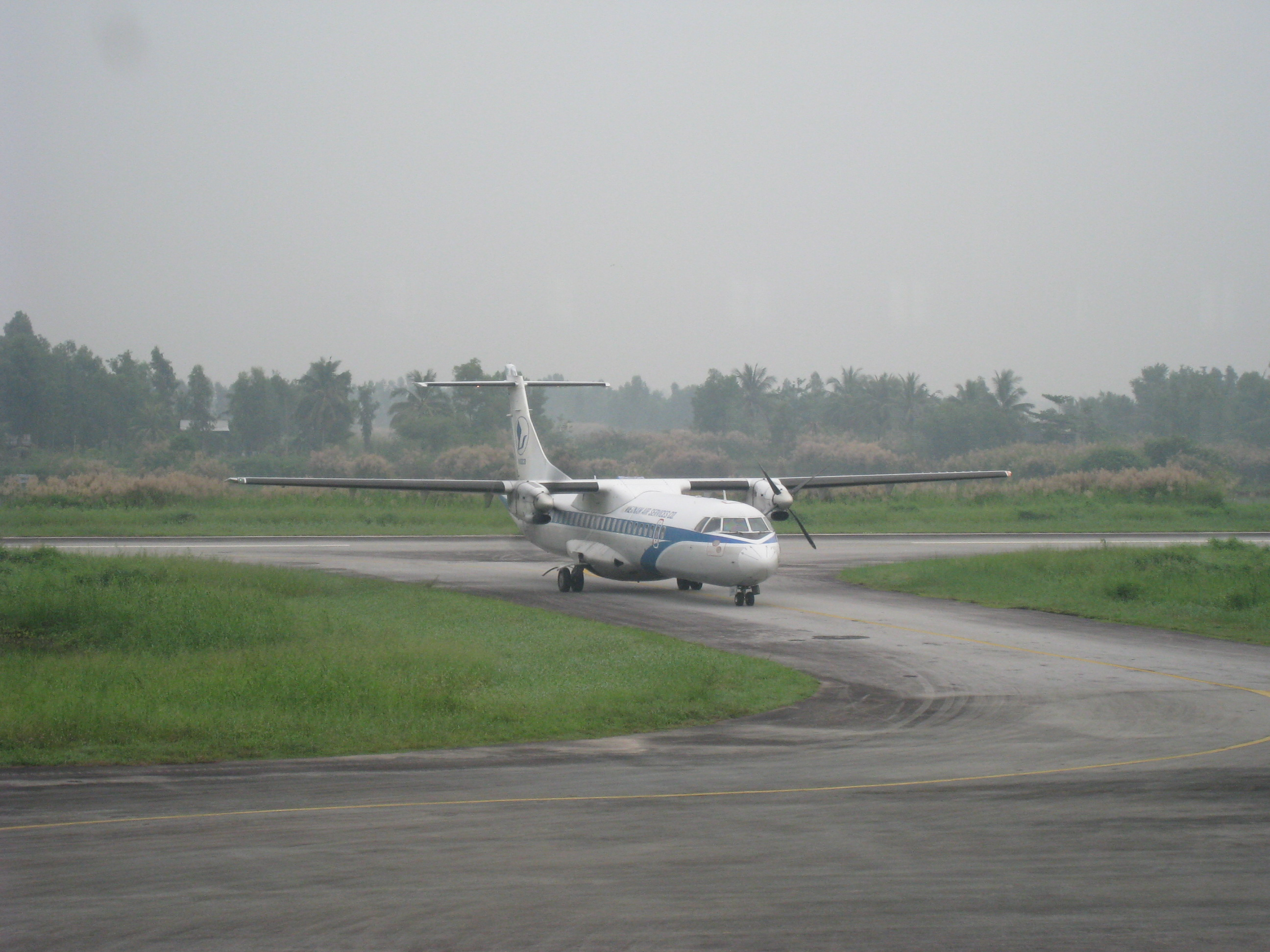
L'Aeroport de Cà Mau

L'Aeroport de Cà Mau (Cảng hàng không Cà Mau, Sân bay Cà Mau) és un aeroport de Ca Mau, a la República socialista del Vietnam, situat a 2 km al nord-est de Ciutat Ca Mau, Ca Mau.

## Aerolínies
- Vietnam Airlines (Ciutat Ho Chi Minh)